# 福伊爾施泰特山

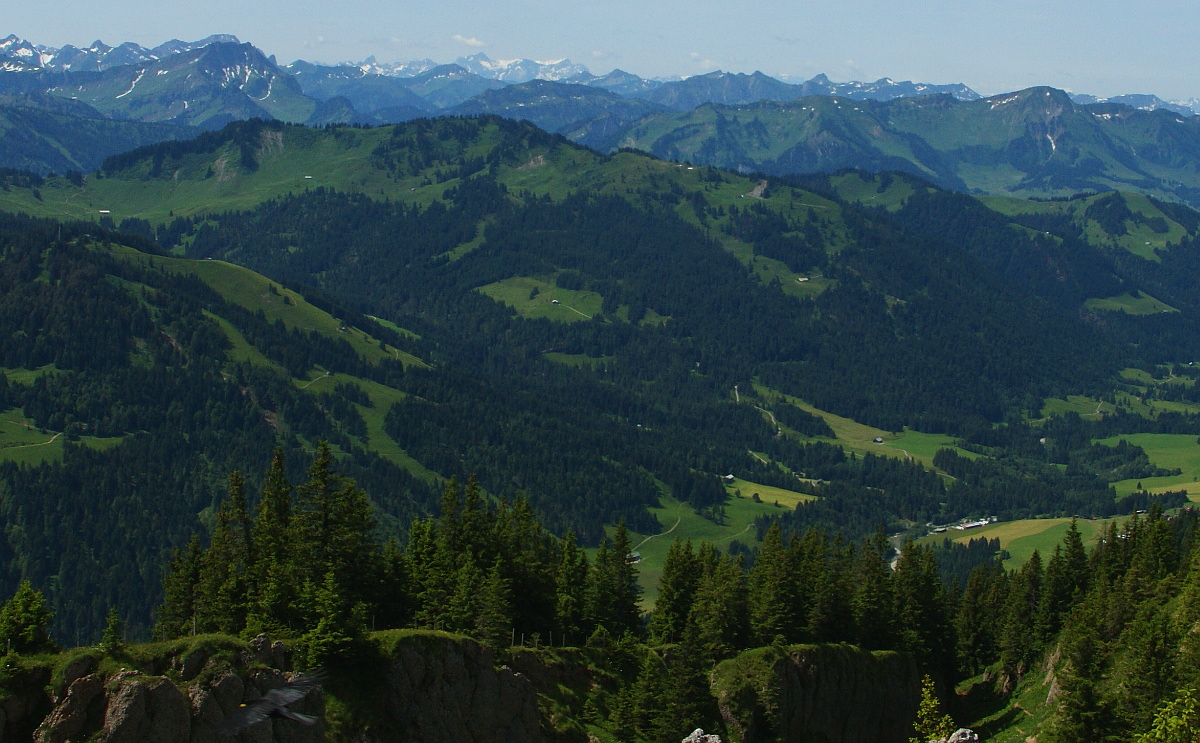

47°25′58.253″N 10°4′42.791″E / 47.43284806°N 10.07855306°E
福伊爾施泰特山（德語：Feuerstätterkopf），是奧地利的山峰，位於該國西部，由福拉爾貝格州負責管轄，屬於阿爾高阿爾卑斯山脈的一部分，海拔高度1,645米，每年平均降雨量1,730毫米。